# Сенной (Саратовска област)
Сенной (на руски: Сенной) е селище от градски тип в Русия, разположено във Волски район, Саратовска област. Населението му към 1 януари 2018 година е 6250 души.